# Lijst van rivieren in South Dakota
Dit is een lijst van rivieren in South Dakota.

## Alfabetisch
- Bad River
- Big Sioux River
- Belle Fourche River
- Bois de Sioux River
- Castle Creek
- Cherry Creek
- Cheyenne River
- Elm River
- French Creek
- Grand River
- Indian River
- James River
- Jorgenson River
- Keya Paha River
- Lac qui Parle River
- Little Minnesota River
- Little Missouri River
- Little Moreau River
- Little Vermillion River
- Little White River
- Maple River
- Missouri River
- Moreau River
- North Fork Grand River
- Rapid Creek
- Redwater River
- South Fork Grand River
- Vermillion River
- Whetstone River
- White River
- Wounded Knee Creek
- Yellow Bank River

## Op zijrivier

### Minnesota Riverstroomgebied
- Little Minnesota River
  - Jorgenson River
- Whetstone River
- Yellow Bank River
- Lac qui Parle River

### Missouri River
- Little Missouri River
- Grand River
  - North Fork Grand River
  - South Fork Grand River
- Moreau River
  - Little Moreau River
- Cheyenne River
  - French Creek
  - Rapid Creek
    - Castle Creek

  - Belle Fourche River
    - Redwater River

  - Cherry Creek
- Bad River
- White River
  - Wounded Knee Creek
  - Little White River
- Keya Paha River (via Niobrara River in Nebraska)
- James River
  - Elm River
    - Maple River
- Vermillion River
  - Little Vermillion River
- Big Sioux River
  - Indian River

### Red River of the Northstroomgebied
- Bois de Sioux River

Alabama · Alaska · Arizona · Arkansas ·  Californië · Colorado · Connecticut · Delaware · Florida · Georgia · Hawaï · Idaho ·  Illinois · Indiana · Iowa · Kansas · Kentucky · Louisiana · Maine · Maryland · Massachusetts · Michigan · Minnesota · Mississippi · Missouri · Montana · Nebraska · Nevada · New Hampshire · New Jersey · New Mexico · New York ·  North Carolina · North Dakota · Ohio · Oklahoma · Oregon · Pennsylvania · Rhode Island · South Carolina · South Dakota · Tennessee · Texas · Utah · Vermont · Virginia · Washington (staat) · Washington D.C. · West Virginia · Wisconsin · Wyoming